# Hans Peters (juriste)
Pour les articles homonymes, voir Hans Peters et Peters.
Hans Carl Maria Alfons Peters, né le 5 septembre 1896 à Berlin et mort le 15 Janvier 1966 à Cologne, est un juriste et politicien allemand. Il est engagé dans la résistance contre le nazisme au sein du Cercle de Kreiseau.

## Biographie
Après avoir participé à la Première guerre mondiale, Peters étudie le droit à Münster, Vienne et Berlin et obtient son doctorat en droit en 1921. De 1923 à 1933, il est employé au ministère de l'intérieur et du culte de Prusse. En 1928, il est nommé professeur à l'université Frédéric-Guillaume de Wroclaw puis obtient un poste de professeur agrégé de droit public et administratif à l'université de Berlin.
Membre du parti Zentrum depuis 1923, il est élu au Parlement de Prusse en 1933. En 1940, il prend la présidence de la Société Görres, fondation catholique pour la science, dont il est membre depuis 1933, mais celle-ci est interdite par les nazis peu de temps après.
Pendant la Seconde guerre mondiale, il est officier dans un état-major de la Luftwaffe à Berlin et utilise sa position pour établir des liens entre le groupe de résistance berlinois Onkel Emil venant en aide aux juifs, en particulier avec Ernst von Harnack et Ruth Friedrich. En parallèle, il est membre du Cercle de Kreisau, créé par le comte Helmuth James von Moltke, dans lequel il tient un rôle d'expert dans les domaines universitaire et culturel. Après l'échec de la tentative de coup d'Etat du 20 juillet 1944, la Gestapo ne réussit pas à établir ses liens avec l'organisation et il n'est pas arrêté.
En 1945 à Hambourg, Peters participe à la fondation de l'Union chrétienne-démocrate d'Allemagne (CDU) dont il est le représentant en février 1946 pour le Procès de Nuremberg. Il reprend en 1946 un poste de professeur agrégé à l'université de Berlin dont il est le doyen de 1947 à 1948. Membre de l'assemblée municipale de Berlin où il préside le groupe CDU avec Kurt Landsberg, il est co-auteur de la Constitution de Berlin (1950). En 1949, il rejoint l'université de Cologne dont il est recteur de 1964 à 1965 et représentant auprès du conseil municipal. La même année, il refonde la Société Görres qu'il préside jusqu'en 1967. Il publie de nombreux articles scientifiques et est rédacteur en chef du Manuel de la science et de la pratique communales.
Peters est fait chevalier de l'Ordre du Saint-Sépulcre de Jérusalem par le cardinal Canali en 1952, puis le 1er mai, investi Grand Prieur de la lieutenance d'Allemagne. En 1953, il devient membre honoraire de l’association des étudiants catholiques de Rheinstein Cologne. En 1966, il reçoit la Grande Croix du Mérite avec étoile de la République fédérale d’Allemagne.

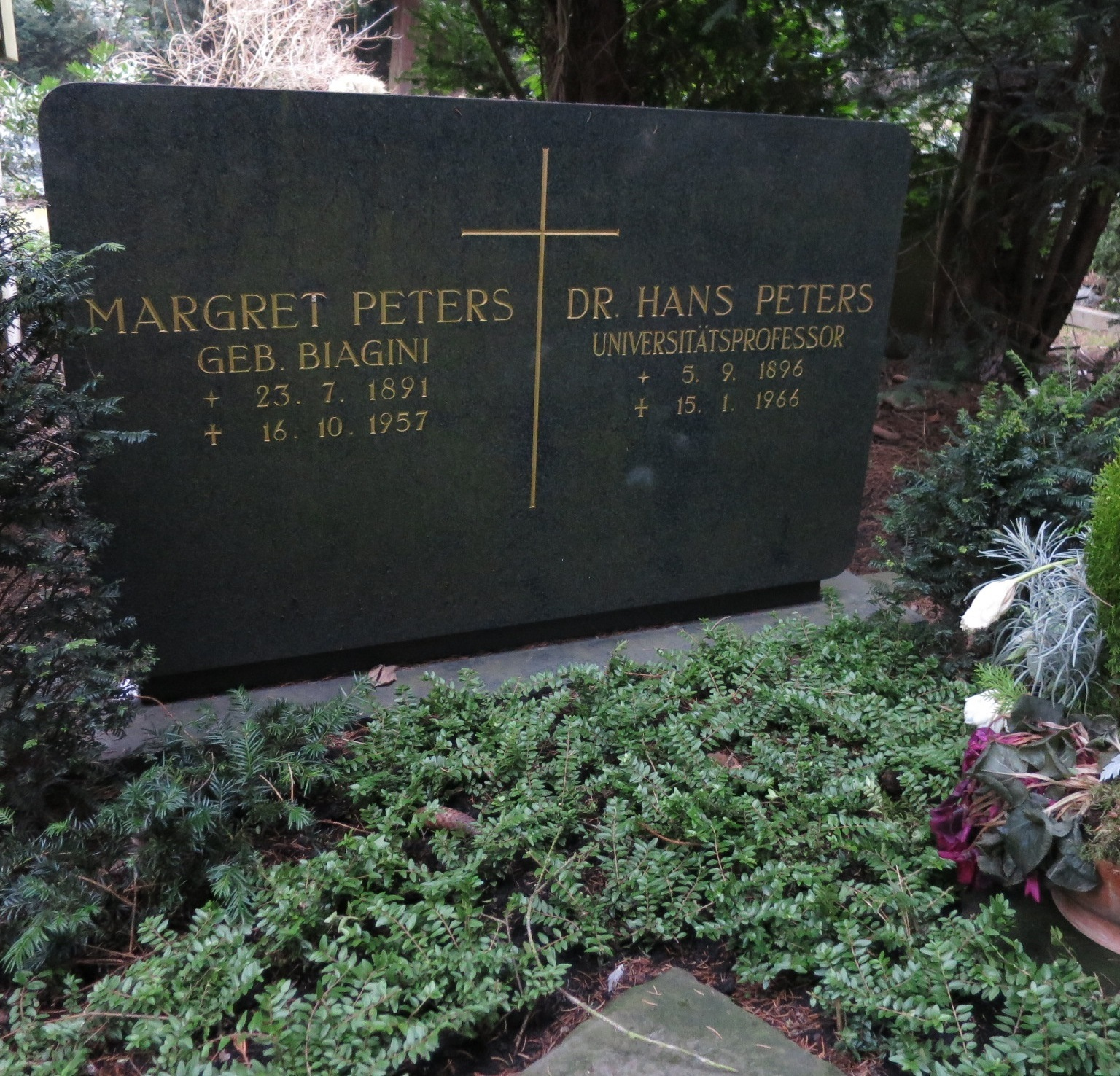
tombe de Hans Peters

Il décède à Cologne le 15 janvier 1966 et est enterré dans le cimetière sud de la ville.

## Hommages
En 1986, la Petersallee à Berlin-Wedding, auparavant dédiée à Carl Peters, est rebaptisée en son honneur.
En 2021, son nom est donné à une place d'Europacity, dans le quartier de Moabit à Berlin.

## Œuvres
- Zentralisation und Dezentralisation, zugleich ein Beitrag zur Kommunalpolitik im Rahmen der Staats- und Verwaltungslehre. Springer, Berlin 1928.
- Deutscher Föderalismus. (= Zeit- & Streitfragen. H. 4). Bachem, Cologne, 1947.
- Der Dom zu Köln. 1248-1948. Schwann, Düsseldorf, 1948.

## Sources
- Ouvrages de Hans Peters ou à son sujet, Catalogue de la bibliothèque nationale allemande  (de)

- Hans Peters, die Görres-Gesellschaft und der Kreisauer Kreis. Ulrich Karpen, in: Römische Quartalschrift für Christliche Altertumskunde und Kirchengeschichte 114 (2019), S. 117–133 (de)
- Peters, Hans Carl Maria Alfons. Ulrich Karpen, in: Neue Deutsche Biographie (NDB). Band 20, Duncker & Humblot, Berlin 2001,  (ISBN 3-428-00201-6)  (de)